# Бофорт (округ, Південна Кароліна)
Шаблон:StateAbbr_ 32°21′ пн. ш. 80°41′ зх. д. / 32.35° пн. ш. 80.69° зх. д.
Округ Бофорт (англ. Beaufort County) — округ (графство) у штаті Південна Кароліна, США. Ідентифікатор округу 45013.

## Історія
Округ утворений 1764 року.

## Демографія
За даними перепису
2000 року
загальне населення округу становило 120937 осіб, зокрема міського населення було 86763, а сільського — 34174.
Серед мешканців округу чоловіків було 61193, а жінок — 59744. В окрузі було 45532 домогосподарства, 33060 родин, які мешкали в 60509 будинках.
Середній розмір родини становив 2,9.
Віковий розподіл населення поданий у таблиці:
| Стать    | До 15 років | 15-21 | 22-29 | 30-39 | 40-49 | 50-65 | 65-85 | Понад 85 |
| -------- | ----------- | ----- | ----- | ----- | ----- | ----- | ----- | -------- |
| Чоловіки | 12174       | 7805  | 7984  | 8313  | 7076  | 9050  | 8262  | 529      |
| Жінки    | 11716       | 5284  | 6167  | 8179  | 7855  | 10580 | 8980  | 983      |

## Суміжні округи
- Коллтон — північ
- Джеспер — захід
- Гемптон — північний захід

## Виноски
1. ↑  U.S. Decennial Census. United States Census Bureau. Архів оригіналу за 26 квітня 2015. Процитовано 16 березня 2015.
2. ↑  Historical Census Browser. University of Virginia Library. Архів оригіналу за 11 серпня 2012. Процитовано 16 березня 2015.
3. ↑  Forstall, Richard L., ред. (27 березня 1995). Population of Counties by Decennial Census: 1900 to 1990. United States Census Bureau. Архів оригіналу за 2 лютого 2015. Процитовано 16 березня 2015.
4. ↑  Census 2000 PHC-T-4. Ranking Tables for Counties: 1990 and 2000 (PDF). United States Census Bureau. 2 квітня 2001. Архів оригіналу (PDF) за 18 грудня 2014. Процитовано 16 березня 2015.
5. ↑  State & County QuickFacts. United States Census Bureau. Архів оригіналу за 7 липня 2011. Процитовано 22 листопада 2013.(англ.) Наведено за англійською вікіпедією.
6. ↑  American FactFinder. Бюро перепису населення США. Архів оригіналу за 26 лютого 2012. Процитовано 31 січня 2008. [Архівовано 2008-05-21 у Wayback Machine.]

| США | Це незавершена стаття з географії США. Ви можете допомогти проєкту, виправивши або дописавши її. |